# Katniss Everdeen
Katniss Everdeen (i den første danske bogudgave Kattua Everdeen) er en fiktiv person og hovedpersonen i The Hunger Games-trilogien af Suzanne Collins. Hendes navn kommer fra den spiselige pilbladsplante kaldet katniss på amerikansk. Slægtsnavnet for pilblad er Sagittaria, der betyder "kvindelig bueskytte" på Latin. Den Oscar-vindende skuespillerinde Jennifer Lawrence portrætterer Katniss Everdeen i filmene The Hunger Games, Catching Fire, Mockingjay - del 1, og Mockingjay - del 2.
Katniss og hendes familie kommer fra Distrikt 12, som har kulminedrift som erhverv. Det er det fattigste og mindst befolkede distrikt i den dystopisk fiktive autokratiske nation Panem. I løbet af den første bog, Dødsspillet, erstattede Katniss frivilligt sin lillesøster, Primrose "Prim" Everdeen, efter at hun var udvalgt til at konkurrere i The Hunger Games, en tv-transmitteret kamp til døden. Først har Katniss en alliance med Rue fra Distrikt 11 (som mindede Katniss om sin egen søster), men hun fik en meget rørende død. Derefter slutter Katniss sig sammen med den anden Distrikt 12-soner, Peeta Mellark, og parret kæmper i spillet sammen. Hun bruger sin viden om jagt og bueskydning for at overleve, og de to bliver sejrherrer efter at de trodser Capitols forsøg på at tvinge dem til at dræbe hinanden. Gennem de næste to romaner,  Løbeild og Oprør, bliver Katniss symbolet på et oprør mod Capitol.

## Oprindelse
Ideen til trilogien var delvis baseret på myten om Theseus og Minotaurus, hvor syv drenge og syv piger fra Athen hvert år sendtes af sted for at blive fortæret af Minotaurus, en cyklus, der ikke stoppede, før Theseus dræbte Minotaurus. Collins, der hørte historien, da hun var otte år gammel, blev urolig ved den hensynsløshed og grusomhed. Collins sagde, "på sin egen måde, er Katniss en futuristisk Theseus". Collins har også præget romanerne med den frygtelige fornemmelse hun oplevede, da hendes far deltog i Vietnam-krigen.
I romanerne har Katniss et udstrakt kendskab til planteliv, dyreliv, jagt og overlevelsesteknikker. Collins havde noget af denne baggrund fra sin far, som voksede op under Depressionen og blev tvunget til at jage for at forsørge sig selv. Desuden har Collins forsket i emnet med en stor stak rejsehåndbøger om vildmarksoverlevelse.

### Navn
Katniss' fornavn stammer fra en plante kaldet pilblad (Sagittaria), hvilket er en knoldplante, som normalt findes i vand. Roden af denne plante kan spises, som Katniss gør i bogen. Hendes far sagde engang: "Så længe du kan finde dig selv, vil du aldrig sulte." Planten deler også sit navn med stjernebilledet Skytten ("Sagittarius"), som også kan referere til Katniss' færdigheder i bueskydning.
Hendes efternavn stammer fra Batseba Everdene, den centrale figur i Far from the Madding Crowd af Thomas Hardy. Ifølge Collins, "De to er meget forskellige, men begge kæmper med at kende deres hjerter".

## Karakterisering

### Baggrund
Katniss og hendes familie bor i den futuristiske nation Panem, som ligger på kontinentet engang kendt som Nordamerika, som blev ødelagt i en global katastrofe. Panem styres af en almægtig hovedstad kaldet Capitol, som ligger i Rocky Mountains, som er omgivet af 12 distrikter, der hver har et bestemt formål i at levere noget til Capitol. Historien starter i Distrikt 12, Katniss' hjem, som er et kulminedistrikt. Distrikt 12 er det fattigste af distrikterne, og Katniss bor sammen med sin mor og lillesøster i den fattigste del af byen.
Katniss' far, en kulminearbejder, blev dræbt i en mineeksplosion, da Katniss var 11. Efter hans død, sank Katniss' mor ind i en dyb depression, og var ude af stand til at tage sig af sine børn. På randen af sult et par uger før sin tolvårsfødselsdag, vandrede Katniss ind i den rigere del af byen, i håb om at stjæle nogle stumper fra rige købmænds skraldespande. Bagerens søn, Peeta, blev slået af sin mor for at brænde to brød på, velvidende at han ville blive bedt om at smide dem ud. Han fik at vide, at han skulle give de to brød til grisen, men i stedet han gav dem til Katniss. Katniss tog dem hjem til sin familie, der ikke havde spist i flere dage. Brødet gav dem håb og holdt dem motiverede og efterlod Katniss med en følelse af at stå i gæld til Peeta.
Et par dage efter hændelsen med brødet, besluttede Katniss at gå ind i skovene omkring hendes distrikt, for at jage ulovligt og samle spiselige planter, ligesom hendes far havde skaffet det meste af familiens mad, før han døde. Der mødte hun en dreng ved navn Gale Hawthorne. Sammen jager de og udvikler et stærkt venskab.
Katniss' mor kommer langsomt ud sin depression og er i stand til at vende tilbage til sit job som apoteker, og Katniss gør en indsats for at tilgive hende. Men på trods af hendes lappede forhold til sin mor, stærke venskab med Gale, og de stadig stærkere følelser hun får til Peeta, holder Katniss stejlt på, at Prim, hendes lillesøster, er "den eneste person, hun er sikker på hun elsker".

### Personlighed
Collins har beskrevet Katniss som værende en modig, selvstændig, stærk overlever, dødbringende, men god til at tænke ud af boksen. Katniss hidtidige strabadser (hendes fars død, hendes mors depression, og sult) har gjort hende til en overlever, og hun vil udholde modgang og arbejde hårdt for at redde sit eget liv og familiens. Hun anfører selv, at pæne mennesker er de mest farlige, fordi de kunne såre hende, når hun mindst ventede det. Hun har vist at hun vil beskytte dem, hun elsker, uanset omkostningerne for sig selv, som når hun frivilligt overtager sin lillesøsters plads for at redde hende, som da hun prøvede at redde Gale fra at blive pisket, og da hun beslutter i løbet af sit andet spil, at hun vil dø for at redde Peeta. Fordi størstedelen af hendes tid før legene blev brugt på at holde sig selv og sin familie i live, forstår hun ikke de mange sociale signaler og er ofte uvidende om andre folks følelser, som når hun ikke anerkender Gales hints om hans voksende kærlighed til hende. Hun har ingen erfaring med romantik eller kærlighed til andet end sin familie, og mener ikke, hun ønsker det. Hun har faktisk aldrig forstået, at Peeta fortalte sandheden, da han erklærede sin kærlighed til hende i et interview før spillene. Hun har også et stort tillidsproblem, og stoler ikke på nogen. Hun planlægger aldrig at blive gift eller at få børn, der ville vokse op underlagt spillets regler.
Hun tilpasser sig hurtigt til "dræb eller bliv dræbt"-filosofien og overvejer, hvordan hun vil dræbe sine konkurrenter i løbet af det første spil, på et tidspunkt rationaliserer hun, at hun allerede er en dræber på grund af sin jagterfaring, selvom hun er kortvarigt forvirret efter sit første direkte drab, Marvel. Ved udgangen af de første spil, er hun parat til at skyde Cato, og forsøger at gøre det, kun for at blive afbrudt af Peeta, som bliver angrebet af mutanter. På trods af sin koldblodighed, er hun ikke desto mindre yderst lettet over ikke at skulle dræbe sine allierede Rue og Peeta.
I Løbeild, kæmper Katniss for at forstå Panems politiske sager, men hun har haft meget lidt uddannelse eller erfaring med politik. Hun indser efterhånden også, at der er vigtigere ting end overlevelse og beslutter at hun er villig til at dø for Peeta.

### Færdigheder
Katniss er en meget dygtig bueskytte, jæger, og pelsjæger. Hun har lært disse færdigheder af sin far og Gale, og finpudset dem for at holde sulten for døren. Hun bruger sine skydeevner til at score et 11-tal (ud af 12 mulige) i løbet af bedømmelserne før selve spillet. Hun har lært en masse om de spiselige, helbredende og giftige planter i Distrikt 12. Derudover har hun en sangstemme, der er så smuk, at fugle forstummer for at lytte, også noget fra hendes far, selvom hun har været tilbageholdende med at synge efter hans død (hun hævder, at det er fordi musikken er ubrugelig for praktisk overlevelse, men hun mistænker at det er fordi musikken minder hende for meget om ham). Katniss er en dygtig klatrer, hvilket har gavnet hende i jagt og legene. Hun er normalt meget logisk undtagen når hendes følelser kommer i vejen.

### Udseende
Katniss er beskrevet som havende "glat sort hår, olivenfarvet hud og grå øjne", som er typiske kendetegn for det fattigste område i Distrikt 12. Katniss har normalt sat sit hår i en lang fletning ned ad ryggen. Hun er tynd og ikke særlig høj, men er stærk, fordi hun jager for at brødføde sin familie. Katniss er seksten år gammel i løbet af det 74. spil og sytten i jubilæumsspillet året efter. Hun bærer også en pin med en sladredrossel under legene.

## Filmatisering
Skuespillerinderne Lyndsy Fonseca og Kaya Scodelario udtrykte interesse for filmen og modtog manuskripter i oktober 2010, mens den Oscar-nominerede skuespillerinde Hailee Steinfeld mødtes med instruktøren Gary Ross.
Chloë Grace Moretz, Malese Jow, og Jodelle Ferlandhavde offentligt udtrykt interesse for at spille Katniss. Lionsgate bekræftede i marts 2011, at omkring 30 skuespillerinder enten mødtes med dem eller læste rollen, herunder Jennifer Lawrence, Abigail Breslin, Emma Roberts, Saoirse Ronan, Emily Browning, og Shailene Woodley, samt Steinfeld, Moretz, Fonseca, og Scodelario. Den 16. marts 2011 blev det meddelt, at Jennifer Lawrence havde fået den eftertragtede rolle som Katniss Everdeen. Lawrence var 20 år på det tidspunkt, lidt ældre end de 16 år. Men forfatteren Suzanne Collins sagde, at den skuespiller, der skal spille Katniss skal have "en vis modenhed og magt", og sagde hun ville hellere have at skuespillerinden var ældre end yngre. Collins sagde at Lawrence var den "eneste, der virkelig fangede den figur jeg skrev i bogen", og at hun havde "alle væsentlige kvaliteter, der er nødvendige for at spille Katniss."